# Szereka
Szereka (vagy Szarkafalva, románul: Sereca, korábban Săraca, németül Elsterdorf) település Romániában, Fehér megyében.

## Fekvése
Dévától 33 km-re délkeletre, Szászvárostól 10 km-re délre, Berény és Alsóvárosvíz közt fekvő település.

## Története
1332-ben Zarkad néven említi először a pápai tizedjegyzék. Neve 1559-ben Szarka néven is előfordul.
A középkori katolikus lakosság a reformáció idején felvette a lutheránus vallást, ezért nagyon valószínű, hogy ekkor német lakossága volt. A 17. századra azonban teljesen eltűntek, mert ekkor már román lakosságú faluként tartották számon.
A trianoni békeszerződésig Hunyad vármegye Szászvárosi járásához tartozott.

## Lakossága
1910-ben 221 lakosa volt, ebből 219 román és 2 egyéb nemzetiségűnek vallotta magát.
2002-ben 215 lakosából 214 román és 1 cigány volt.